# Hayle
Hayle (Limba cornică: Heyl) este un oraș în comitatul Cornwall, regiunea South West, Anglia. Orașul se află în districtul Penwith.